# پرتوکه
پرتوکه (به صربی: Pretoke) یک منطقهٔ مسکونی در صربستان است که در کنیچ واقع شده‌است.